# Podarcis sicula
Podarcis sicula és un rèptil de la família dels lacèrtids originària de la península Itàlica, Còrsega, Sardenya i la costa del mar Adriàtic.

## Característiques
És un llangardaix robust, d'uns 70 mm de longitud de cap i cos, amb el dors de color verd i una banda negra longitudinal al centre del dors, que pot estar fragmentada i a vegades pot ser absent en el terç anterior del cos. Els costats són de color marró o gris, amb reticle negre formant ocels de color clar. Sobre les potes davanteres tenen un ocel blau amb la vora negre. No té pigmentació gular o ventral. Es pot donar el cas que alguns exemplars no presentin banda dorsal ni línies laterals.

## Distribució i hàbitat
Aquesta espècie habita en gran varietat de medis com zones amb herbes, marges de carreteres, zones d'arbustos, plantacions de pins, vinyes, sistemes de dunes costaneres, prats, horts i parets de zones urbanes.
És una espècie originària de la península Itàlica i la costa del mar Adriàtic. També està present a les illes de Còrsega i Sardenya. Ha estat introduïda a les Illes Britàniques, sud de França, illots costaners de França, Israel, Xipre, Tunísia i els EUA.
Dins d'Espanya, les poblacions estan restringides a la província d'Almeria, Cantàbria i les Illes Balears.

## Reproducció
El període reproductiu té lloc entre els mesos de març i juliol. Les femelles fan entre 1 i 5 postes cada any, que són formades per 2-12 ous. El període d'incubació dura entre 28 i 49 dies. Les cries nascudes fan entre 23 i 35 mm de longitud de cap i cos.